# 桃红坡镇
桃红坡镇，是中华人民共和国山西省吕梁市交口县下辖的一个乡镇级行政单位。

## 行政区划
桃红坡镇下辖以下地区：
大麦郊村、桃红坡村、吉子沟村、西宋庄村、西交子村、高家条村、齐家庄村、元沟村、冯家港村、红焰村、栾子头村和卜家庄村。